# Фоллбрук (Каліфорнія)
Фоллбрук (англ. Fallbrook) — переписна місцевість (CDP) в США, в окрузі Сан-Дієго штату Каліфорнія. Населення — 32 267 осіб (2020).

## Географія
Фоллбрук розташований за координатами 33°22′14″ пн. ш. 117°13′35″ зх. д. / 33.37056° пн. ш. 117.22639° зх. д. (33.370421, -117.226341).  За даними Бюро перепису населення США в 2010 році переписна місцевість мала площу 45,48 км², з яких 45,40 км² — суходіл та 0,09 км² — водойми.

## Демографія
Згідно з переписом 2010 року, у переписній місцевості мешкали 30 534 особи в 9999 домогосподарствах у складі 7670 родин. Густота населення становила 671 особа/км².  Було 10855 помешкань (239/км²).
Расовий склад населення:
| - 67,0 % — білих - 1,9 % — азіатів - 1,6 % — чорних або афроамериканців - 0,8 % — корінних американців - 0,2 % — вихідців з тихоокеанських островів - 24,1 % — осіб інших рас |

До двох чи більше рас належало 4,3 %. Частка іспаномовних становила 45,2 % від усіх жителів.
За віковим діапазоном населення розподілялося таким чином: 26,3 % — особи молодші 18 років, 59,8 % — особи у віці 18—64 років, 13,9 % — особи у віці 65 років та старші. Медіана віку мешканця становила 34,7 року. На 100 осіб жіночої статі у переписній місцевості припадало 99,5 чоловіків;  на 100 жінок у віці від 18 років та старших — 98,3 чоловіків також старших 18 років.
Середній дохід на одне домашнє господарство  становив 71 872 долари США (медіана — 52 083), а середній дохід на одну сім'ю — 75 910 доларів (медіана — 58 153). Медіана доходів становила 40 344 долари для чоловіків та 32 124 долари для жінок. За межею бідності перебувало 19,0 % осіб, у тому числі 32,6 % дітей у віці до 18 років та 8,6 % осіб у віці 65 років та старших.
Цивільне працевлаштоване населення становило 12 607 осіб. Основні галузі зайнятості: освіта, охорона здоров'я та соціальна допомога — 18,9 %, роздрібна торгівля — 13,5 %, науковці, спеціалісти, менеджери — 12,3 %.